# رافاييل فرانكا بيزيرا
رافاييل فرانكا بيزيرا (بالبرتغالية: Rafael França Bezerra‏) هو لاعب كرة الصالات ‏ ولاعب كرة قدم برازيلي، ولد في 16 يونيو 1983 في ريسيفي في البرازيل. شارك مع منتخب البرازيل لكرة الصالات. أما مع النوادي، فقد لعب مع سبورت ريسيفي.

## وصلات خارجية
- رافاييل فرانكا بيزيرا على موقع الاتحاد الدولي (مؤرشف)  (الإنجليزية)